# Doug Duffey
Doug Duffey (* 1950 in Monroe) ist ein Musiker aus Louisiana, der in den Bereichen Blues, Soul, Jazz, Folk, R&B und Gospel aktiv ist. Er ist Sänger, spielt Klavier und betätigt sich als Band-Leader, Produzent und Publisher.

## Leben und Werk
Doug Duffey spielte bereits im Alter von 14 Jahren in Louisiana in öffentlichen Lokalen Rhythm & Blues sowie Rock ’n’ Roll. Jung im Herzen, jung im Denken und immer wieder von neuen Projekten begeistert, steht über seiner Musik eine kräftige Prise Blues und Soul. Als Opener 2003 mit seiner 12-Mann-Band und „as a special guest“ am New Orleans Jazzfestival 2000 und seiner Performance am 8. Juli in der gleichen Eigenschaft mit der Jerry Beach-Bluesband am Montreal Jazzfestival in Kanada, aber auch mit seinen drei erfolgreichen Auftritten im Schweizer Fernsehen und am 1. Internationalen Blues- und Soul AVO-Weekend 1999 in Zürich machte er erneut von sich reden. Sänger, Pianist, Keyboarder, Komponist und Texter Doug Duffey schrieb u. a. Songs für den Funkpapst George Clinton, Rare Earth, Marcia Ball, Zakiya Hooker, Jerry Beach und viele andere.
Er arbeitete mit Bernie Worrell, Funkadelic, Maceo Parker, Fred Wesley, Bootsy Collins, Beverly Jo Scott in Studios und an CDs mit Keith Richard, David Byrne, Herbie Hancock, Steve Jordan, [s. Diskographien und Links seiner Website]. Zudem hat er an den wichtigsten Festivals in Uebersee und Europa teilgenommen. Der Altmeister gilt als einer der besten Ambassadoren der Louisiana Soulmusik. Alle seine veröffentlichten Aufnahmen – wovon allein 10 Alben ausschließlich mit Eigenkompositionen bestückt – beinhalten eine immense musikalische Stilvielfalt und beweisen immer wieder seine Liebe zur Spontanität.

## Auszeichnungen
In Anerkennung seiner musikalischen Verdienste um seinen Heimatstaat, wurde Doug Duffey am 29. April 2001 in Lafayette (USA) als Member der "Louisiana Hall of Fame" (staatliche Institution) und im August 2009 in die Blues Hall of Fame aufgenommen.